# Ндионе, Марохи
Марохи Ндионе (швед. Marokhy Ndione; род. 4 ноября 1999, Сенегал) — шведский футболист, нападающий датского «Виборга», выступающий на правах аренды за португальский «Фейренсе».

## Клубная карьера
Футболом начал заниматься в академии «Эльфсборг». В 2015 году провёл один сезон в «Буросе», в составе которого сыграл семь матчей в третьем шведском дивизионе, в которых забил четыре мяча. В январе 2019 года подписал свой первый профессиональный контракт с «Эльфсборгом», рассчитанный на три года. В октябре того же года в составе молодёжной команды принял участие в одном матче Юношеской лиги УЕФА против исландского «Рейкьявика». Первую игру за основной состав клуба провёл 23 февраля 2019 года в рамках группового этапа Кубка Швеции против «Фрея», заменив в середине второго тайма Джонатана Леви. 1 апреля в матче первого тура с «Хаммарбю» дебютировал в чемпионате Швеции, появившись на поле на 84-й минуте вместо Пера Фрика.
В феврале 2020 года Ндионе продлил контракт с клубом ещё на три года. 3 сентября на правах аренды перешёл в «Эргрюте» в рамках сотрудничества между клубами, что позволило ему выступать за оба клуба. В его составе провёл пять матчей в Суперэттане и забил один гол. По итогам сезона «Эльфсборг» в турнирной таблице занял второе место и завоевал серебряные медали. 22 июля 2021 года Марохи дебютировал за клуб в еврокубках в матче второго квалификационного раунда Лиги конференций с молдавским «Милсами».

## Карьера в сборной
В составе юношеской сборной Швеции провёл один матч. 6 июня 2017 года в товарищеском матче с Венгрией. Ндионе вышел в стартовом составе и на 60-й минуте забил мяч, доведя счёт до разгромного, после чего уступил место на поле Тедди Бергквиста.

## Личная жизнь
Родился в Сенегале. В четырёхлетнем возрасте вместе с семьей переехал в Швецию в город Бурос.

## Достижения
Эльфсборг:
- Серебряный призёр чемпионата Швеции: 2020

## Клубная статистика
| Выступление      | Выступление      | Выступление      | Лига | Лига | Кубки | Кубки | Конт. кубки | Конт. кубки | Итого | Итого |
| Клуб             | Лига             | Сезон            | Игры | Голы | Игры  | Голы  | Игры        | Голы        | Игры  | Голы  |
| ---------------- | ---------------- | ---------------- | ---- | ---- | ----- | ----- | ----------- | ----------- | ----- | ----- |
| Бурос            | Дивизион 3       | 2015             | 7    | 4    | 0     | 0     | 0           | 0           | 7     | 4     |
| Бурос            | Итого            | Итого            | 7    | 4    | 0     | 0     | 0           | 0           | 7     | 4     |
| Эльфсборг        | Алльсвенскан     | 2019             | 8    | 1    | 1     | 0     | 0           | 0           | 9     | 1     |
| Эльфсборг        | Алльсвенскан     | 2020             | 19   | 0    | 6     | 1     | 0           | 0           | 25    | 1     |
| Эльфсборг        | Алльсвенскан     | 2021             | 22   | 5    | 3     | 1     | 6           | 4           | 31    | 10    |
| Эльфсборг        | Итого            | Итого            | 49   | 6    | 10    | 2     | 6           | 4           | 65    | 12    |
| Эргрюте          | Суперэттан       | 2020             | 5    | 1    | 0     | 0     | 0           | 0           | 5     | 1     |
| Эргрюте          | Итого            | Итого            | 5    | 1    | 0     | 0     | 0           | 0           | 5     | 1     |
| Всего за карьеру | Всего за карьеру | Всего за карьеру | 61   | 11   | 10    | 2     | 6           | 4           | 77    | 17    |